# Стахович, Алексей Александрович
 Алексей Александрович Стахович  (1856—1919) — генерал-майор, участник русско-турецкой войны, актер театра и кино.

## Биография
Родился в Санкт-Петербурге в богатой дворянской семье Орловской губернии. Его дед был драматургом-любителем, автором пьесы «Ночное», которая была популярна и не сходила со сцен театра вплоть до революции 1917 года. Отец, Александр Александрович (1830—1913) — орловский помещик и коннозаводчик, шталмейстер; увлекался итальянской оперой и французской комедией; автор ярких зарисовок, опубликованных в книге «Клочки воспоминаний». Мать — Ольга Павловна, урождённая Ушакова, (1827—1902) дочь Павла Николаевича Ушакова. Стаховичам принадлежало имение в Пальне-Михайловке.
В 1875 году поступил на службу юнкером в Николаевское кавалерийское училище; 16 апреля 1878 года из взводных вахмистров был произведён в корнеты кавалергардского полка.
В 1881 году командирован за границу для сопровождения адмирала Гейдена. В 1884 и 1886 был делопроизводителем полкового суда, а 28 июня отчислен от этой должности. В 1885 году произведен в поручики, а в 1888 году в штабс-ротмистры и назначен заведующим учебной командой. В 1889 году назначен заведующим школой воспитанников. 18 августа 1890 года назначен полковым адъютантом, а 21 апреля 1891 года адъютантом к Великому князю Сергею Александровичу.
В 1892 году произведен в ротмистры. 29 октября 1893 года прикомандирован к полку, а 31-го назначен командующим 4-м эскадроном. 25 января 1894 года отчислен от этой должности. В 1898 году произведен в полковники. В 1905 году назначен в распоряжение наместника на Кавказе, с зачислением по гвардейской кавалерии и произведен в генерал-майоры.

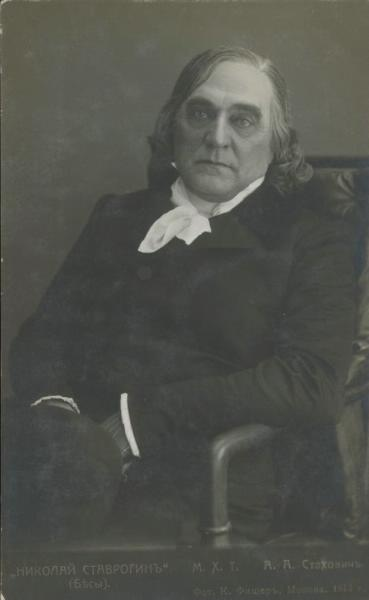
А. А. Стахович в «Бесах», начало 1910-х гг.

В 1902 году А. А. Стахович стал пайщиком Московского Художественного театра (МХТ), в 1907 году — одним из его директоров. В 1907 году в чине генерал-майора он вышел в отставку и в 1910 году поступил в актёры МХТ. Сначала он сыграл князя Абрезкова в «Живом трупе», затем — графа Любина в «Провинциалке» (по И. С. Тургеневу) и Степана Верховенского в «Николае Ставрогине» (по Ф. М. Достоевскому). Стахович работал также в театральной школе — вёл класс манер, светского поведения и благородной выправки; Добужинский отмечал: «Алексей Александрович был одним из самых замечательных шармеров, каких мне приходилось встречать в жизни…». С 1915 года стал снимался в кино. В марте 1917 года Стахович вошёл в состав Театральной комиссии Особого совещания по делам искусств при Временном правительстве.
По свидетельству князя С. М. Волконского, «Стахович был талантливой натурой в том смысле, что чувствовал искусство, но он не был выдающимся актером. Его родовитость, его осанка, конечно, вносили на сцену то, чего на ней было так мало и чего будет все меньше; но он был лишь материал, не обработанный; он начал слишком поздно; он не имел никаких технических основ… Между тем он отлично схватывал технические приемы, когда их знал или улавливал».
По воспоминаниям В. Шверубовича: 

Как актер Стахович был… вернее, он просто не был актером. Это была маска аристократа, живое амплуа. Лучше всего он играл Степана Верховенского в „Николае Ставрогине“ — там он был самим собой. В Репетилове он был тем же Стаховичем. В Дон Карлосе („Каменный гость“) он был ужасен — вялый барин, петербургский лев, а не сжигаемый пламенем любви и ненависти испанский гранд.

…Он считал, что великолепно умеет обходиться с „людьми“, что они его любят и преданы ему, — это они ему блестяще доказали в апреле 1917 года, разгромив его имение в Орловской губернии.

Революция была для Стаховича и экономической и моральной катастрофой — ему во всех смыслах стало нечем жить, она его опустошила и выжгла. В возможность, в свою способность стать профессиональным актером, живущим на свой заработок, он не верил, а уехать за границу и жить на содержании у брата или сына — не хотел.
Не приняв Октябрьскую революцию, 10 марта 1919 года Стахович покончил жизнь самоубийством. О. Л. Книппер-Чехова писала: «Этот железный старик повесился. Жутко. После спектакля „Три сестры“ мы с Алексеевым пошли прямо к нему. Всё было еще не тронуто: отрезанный шнур висел, стул, который он оттолкнул; а сам лежал уже, красивый и довольный. Не вынес всего».
Похоронен на Новодевичьем кладбище (2 уч.).
Архив А. А. Стаховича хранится в Музее МХАТ, а принадлежавшее ему собрание книг — в Липецкой областной универсальной научной библиотеке.

## Семья
Жена, с 1884 года: Мария Петровна (урожд. Васильчикова) — дочь Петра Алексеевича Васильчикова (1829—1898), племянница А. А. Васильчикова
Дети:
- Евгения (9.7.1886—1967 или 1970)
- Михаил (13.11.1889—1967)[5]; был женат на дочери генерал-адъютанта В. М. Безобразова Ольге Владимировне (1896—1971), имел троих детей.
- Александра (22.02.1894—1909)

## В литературе
- Алексей Александрович Стахович — прототип Клавдия Александровича Комаровского-Эшаппара де Бионкура — персонажа в «Театральном романе» М. А. Булгакова[6].
- Уроки Стаховича в театральной студии описаны в «Повести о Сонечке» Марины Цветаевой. Там же Цветаева приводит два стихотворения, посвящённых Стаховичу.Вы не вышли к черни с хлебом-солью,
И скрестились — от дворянской скуки! —
В чёрном царстве трудовых мозолей
Ваши восхитительные руки.Цветаева. Цикл стихотверений, посвященных А. А. Стаховичу, входит в книгу Цветаевой «Лебединый стан».